# Mare de Tizi
Mare de Tizi är en periodisk sjö på gränsen mellan Centralafrikanska republiken och Tchad. Mare de Tizi ligger 498 meter över havet. Den avrinner genom ett litet vattendrag till Bahr Aouk.